# 乔瓦尼·吉罗拉莫·萨沃尔多
乔瓦尼·吉罗拉莫·萨沃尔多（Giovanni Girolamo Savoldo，约1480年至1485年—1548年后），又名吉罗拉莫·达·布雷西亚（Girolamo da Brescia），是一位意大利文艺复兴时期的画家，主要活跃于威尼斯, 有时也在意大利北部的其他城市工作。他以对色彩和明暗对比的巧妙运用，以及作品的冷静现实主义而闻名。萨沃多共有约40幅画作，大多是宗教题材，另有6幅肖像画。他在生前备受尊敬；受委托复制一些同样的作品。19世纪，人们重新认识他的作品，只是许多画作的年代在专家中仍有争议。

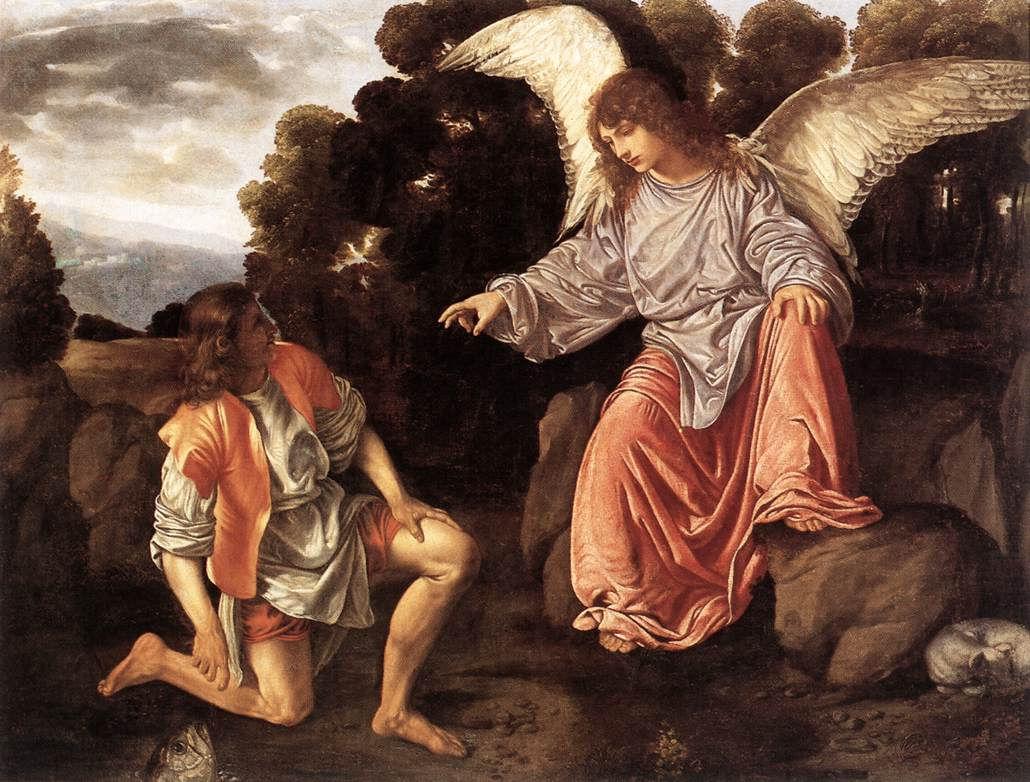
《多俾亚与天使》